# طیف‌سنج نوری

شماتیک طیف‌سنج توری پراش

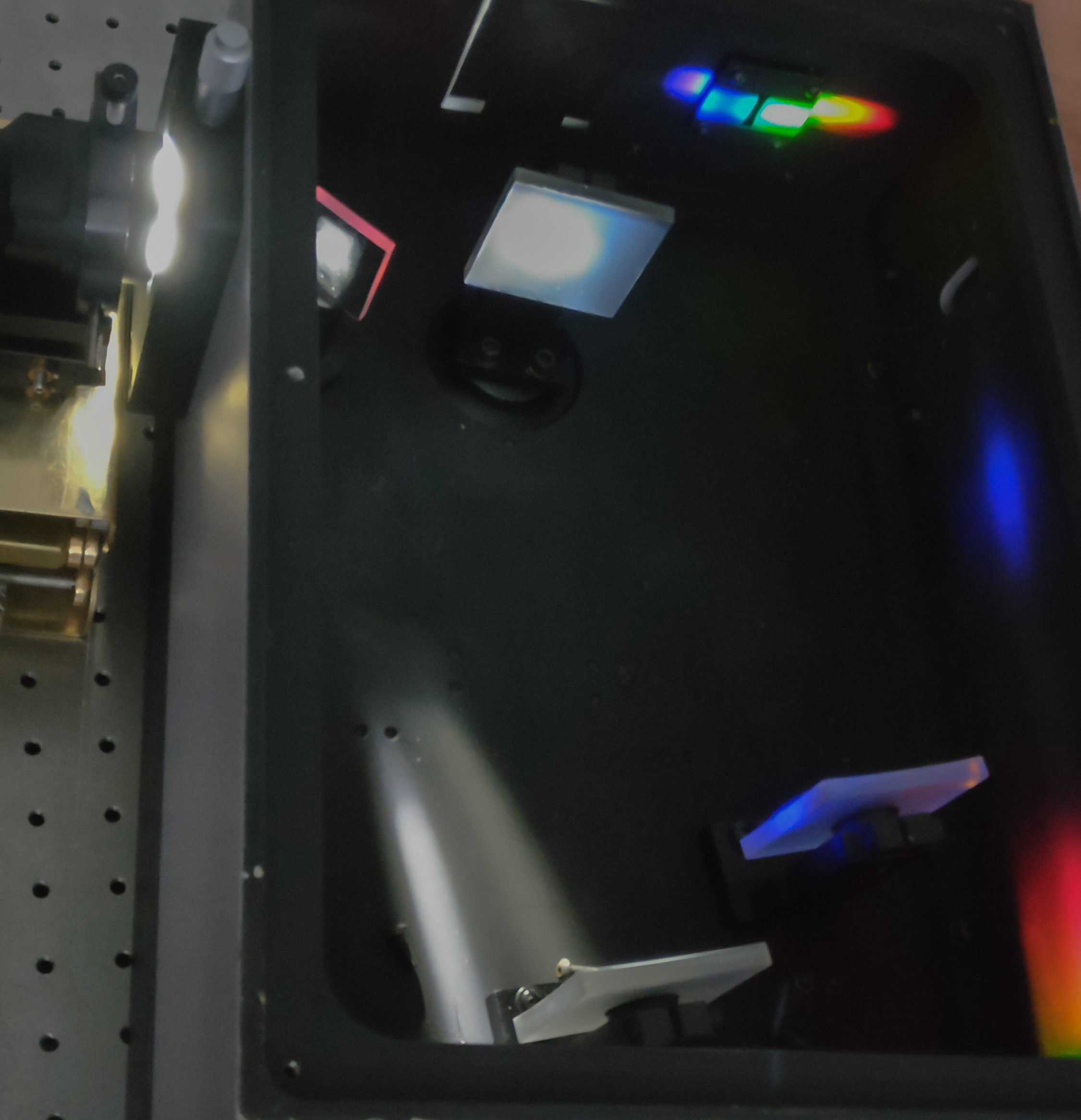
ساختار داخلی طیف‌سنج توری پراش: نور از سمت چپ می‌آید و در قسمت توری بازتابی میانی بالایی پراکنده می‌شود. سپس طول موج نور توسط شکاف در گوشه فوقانی سمت راست انتخاب می‌شود.

طیف‌سنج نوری (spectrophotometer, spectrograph یا spectroscope) ابزاری است که برای اندازه‌گیری خواص نور در یک بخش خاصی از طیف الکترومغناطیسی استفاده می‌شود، که معمولاً در آنالیز طیف‌سنجی برای شناسایی مواد استفاده می‌شود. متغیر اندازه‌گیری شده اغلب شدت نور است، اما به عنوان مثال می‌تواند حالت قطبش باشد. متغیر مستقل معمولاً طول موج نور یا واحدی است که مستقیماً متناسب با انرژی فوتون، مانند عکس سانتی‌متر یا ولت الکترون است که با طول موج رابطه متقابل دارد.
از طیف‌سنج برای تولید خطوط طیفی و اندازه‌گیری طول و شدت آنها در طیف‌سنجی استفاده می‌شود. طیف‌سنجها همچنین ممکن است در طیف وسیعی از طول موجهای غیر نوری از پرتوهای گاما و اشعه X تا مادون قرمز دور عمل کنند. اگر ابزار برای اندازه‌گیری طیف در واحدهای مطلق به جای واحدهای نسبی طراحی شده باشد، معمولاً آن را اسپکتروفتومتر می نامند. بیشتر اسپکتروفتومترها در مناطق طیفی نزدیک طیف مرئی استفاده می‌شوند.
به‌طور کلی، هر ابزار خاصی به دلیل تکنیک‌های مختلفی که برای اندازه‌گیری بخش‌های مختلف طیف استفاده می‌شود، بر روی بخش کوچکی از این محدوده عمل خواهد کرد. در زیر فرکانس‌های نوری (یعنی در فرکانس‌های مایکروویو و رادیو)، نحلیل گر طیف به‌طور نزدیک با یک دستگاه الکترونیکی مرتبط است.

طیف‌سنج در بسیاری از زمینه‌ها استفاده می‌شود. به عنوان مثال، آنها در نجوم مورد استفاده قرار می‌گیرند تا تابش اشعه‌های حاصل از اشیا نجومی را مورد تجزیه و تحلیل قرار دهند و ترکیب شیمیایی آن‌ها را استنباط کنند. در طیف‌سنج از منشور یا توری پراش استفاده می‌کند تا نور را از یک جسم دوردست در یک بازه طیفی جداسازی کند. این امر به ستاره شناسان اجازه می‌دهد تا بسیاری از عناصر شیمیایی را با اثر انگشت طیفی مشخصه خود تشخیص دهند. اگر جسم به خودی خود درخشان باشد، خطوط طیفی ناشی از خود گاز درخشان را نشان می‌دهد. این خطوط برای عناصری که باعث ایجاد آنها می‌شوند، مانند خطوط هیدروژن آلفا، بتا و گاما نامگذاری شده‌اند. ترکیبات شیمیایی نیز ممکن است با جذب مشخص شوند. به‌طور معمول این نوارهای تاریک در مکانهای خاص در طیف ناشی از جذب انرژی هستند، زیرا نور از اجسام دیگر جذب می‌شود. بیشتر دانش ما در مورد ترکیب شیمیایی جهان از طیف‌ها ناشی می‌شود. 

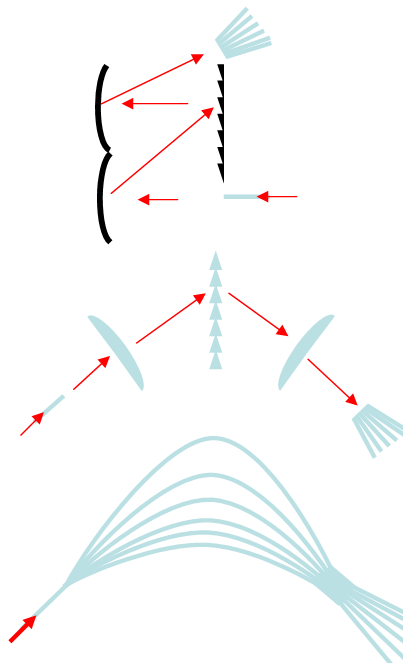
مقایسه طیف‌سنجهای مبتنی بر پراش مختلف: اپتیک بازتابی، اپتیک انکساری، فیبر / اپتیک مجتمع

طیف‌سنجها اغلب در نجوم و بعضی از شاخه‌های شیمی مورد استفاده قرار می‌گیرند. طیف‌سنجی‌های اولیه با فارغ‌التحصیلی‌هایی که طول موج نور را نشان می‌دهند، منشور بودند. طیف‌سنج‌های مدرن عموماً از توری پراش، شکاف متحرک و نوعی فوتودکتور استفاده می‌کنند که همگی توسط یک کامپیوتر کنترل می‌شوند.
یوزف فون فرانهوفر اولین طیف‌سنجی مدرن را با ترکیب یک منشور، شکاف پراش و تلسکوپ به روشی که باعث افزایش وضوح طیفی شده و در آزمایشگاه‌های دیگر قابل تکرار است، توسعه داد. فرانهوفر همچنین اولین طیف‌سنج مبتنی بر توری پراش را اختراع کرد. گوستاو رابرت کیرشهوف و روبرت بونزن کاربرد طیف‌سنجی‌ها را برای تجزیه و تحلیل شیمیایی کشف کردند و از این روش برای کشف سزیم و روبیدیم استفاده کردند. تجزیه و تحلیل کیرشهوف و یونزن همچنین توضیح شیمیایی طیف‌های ستاره ای، از جمله خطوط فرانهوفر را ممکن ساخت.
هنگامی که یک ماده در لامپ‌ها گرم می‌شوند، نوری را منتشر می‌کند که مشخصه آرایش اتمی مواد است. فرکانس‌های خاص نور باعث ایجاد نوارهایی پر شدت می‌باشد که می‌توان آن‌ها را به عنوان اثر انگشت در نظر گرفت. به عنوان مثال، عنصر سدیم دارای یک باند زرد دو مشخصه بسیار معروف است که با نام‌های Sodium D-lines در ۵۸۸٫۹۹۵۰ و ۵۸۹٫۵۹۲۴ نانومتر شناخته می‌شود، رنگ آن برای هر کسی که لامپ بخار سدیم با فشار کم دیده‌است، آشنا خواهد بود.
در طراحی طیف‌سنجی اصلی در اوایل قرن نوزدهم، نور وارد شکاف شد و یک لنز موازی ساز نور را به یک پرتو نازک از پرتوهای موازی تبدیل کرد. نور پس از آن از طریق یک منشور (در طیف‌سنج‌های دستی، معمولاً منشور AMICI) عبور کرد، پرتو را به داخل طیف شکسته می‌شد زیرا طول موج‌های مختلف به دلیل پراکندگی مقادیر مختلفی از شکست را به دنبال خواهد داشت. این تصویر سپس از طریق یک لوله با مقیاس که بر روی تصویر طیفی جابجایی شده‌است، مشاهده شد و اندازه‌گیری مستقیم آن را امکان‌پذیر کرد.
با توسعه فیلم عکاسی، طیف نگاری دقیق تری ایجاد شد. این مبتنی بر همان اصل طیف‌سنجی بود، اما به جای لوله مشاهده، یک دوربین وجود داشت. در سال‌های اخیر، مدارهای الکترونیکی ساخته شده و PMTها جایگزین دوربین شده‌اند، و این امکان را برای تجزیه و تحلیل طیفی در زمان واقعی با دقت بسیار بیشتر فراهم می‌کند. در سیستم‌های طیفی نیز از آرایه‌های حسگرهای عکس به جای فیلم استفاده می‌شود. چنین تجزیه و تحلیل طیفی، یا طیف‌سنجی، به یک ابزار علمی مهم برای تجزیه و تحلیل ترکیب مواد ناشناخته و بررسی پدیده‌های نجومی و آزمایش نظریه‌های نجومی تبدیل شده‌است.
در طیف نگاری‌های مدرن در اشعه ماوراء بنفش، مرئی، و طیف‌های طیف نزدیک به IR، طیف به‌طور کلی به شکل تعداد فوتون در واحد طول موج (نانومتر یا میکرومتر)، عدد موج (mm -1، cm -1)، فرکانس (THz) یا انرژی (eV) داده می‌شود. در نواحی فرو سرخ میانی و فرو سرخ دور، طیف‌ها به‌طور معمول در واحدهای وات در واحد طول موج (میکرومتر) یا عدد موج (cm -1) بیان می‌شوند. در بسیاری موارد، طیف با واحدهای باقی مانده ضمنی نمایش داده می‌شود (مانند «شمارش دیجیتال» در هر کانال طیفی).

## طیف‌سنجی

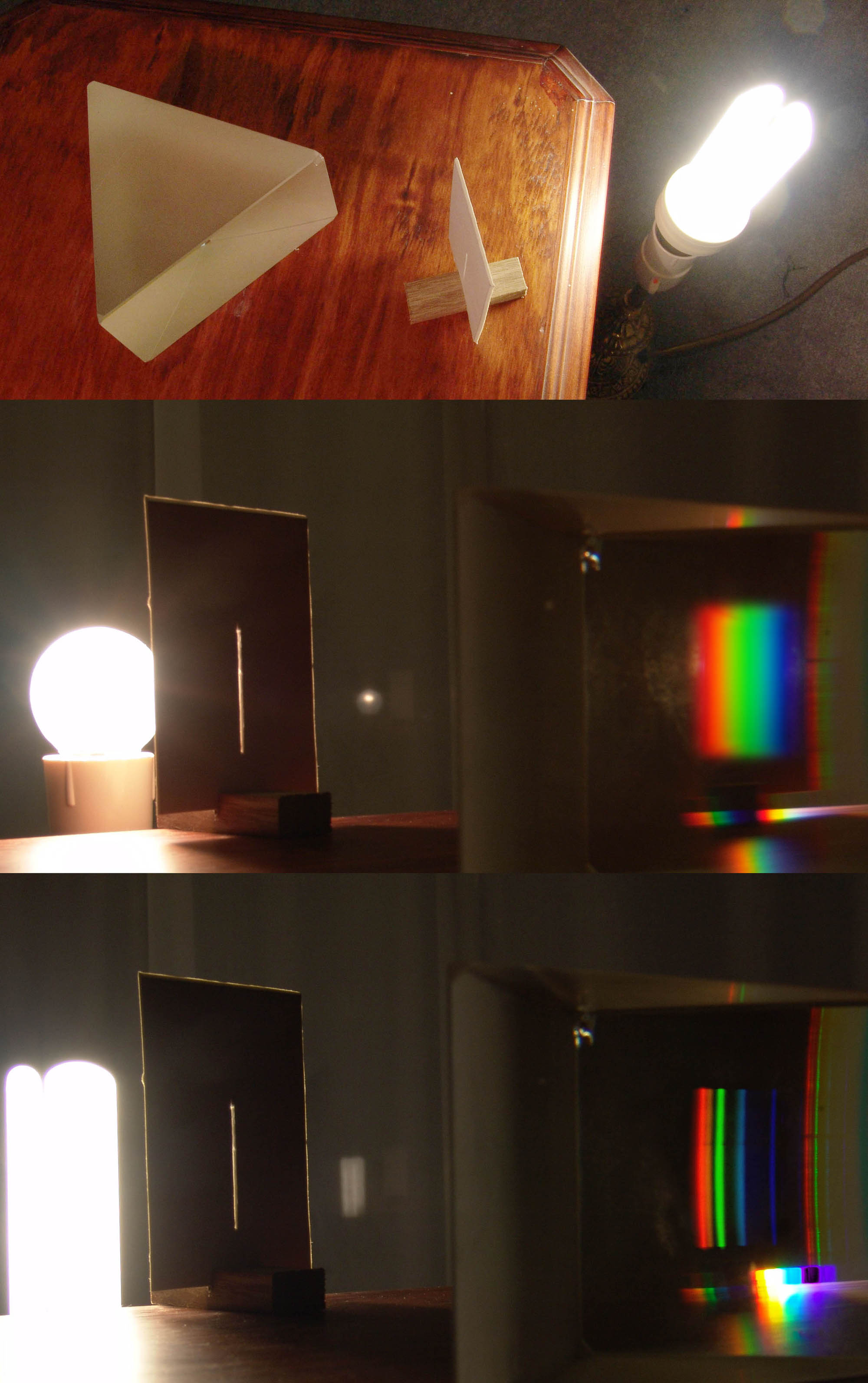
طیف‌سنجی بسیار ساده و مبتنی بر منشور

### طیف نگاری ستاره ای و خورشیدی
اولین طیف نگارها از کاغذهای عکاسی به عنوان ردیاب استفاده می‌کردند. طبقه‌بندی طیف ستاره ای و کشف توالی اصلی، قانون هابل و دنباله هابل همه با طیف نگاری‌هایی انجام شده‌است که از کاغذ عکاسی استفاده می‌کردند. رنگدانه‌های گیاهی فیتو کروم با استفاده از طیف نگاری که از گیاهان زنده به عنوان آشکارساز استفاده می‌شود، کشف شد. طیف نگاری‌های اخیر از آشکارسازهای الکترونیکی مانند CCDهایی استفاده می‌کنند که می‌توانند برای نور مرئی و UV استفاده شوند. انتخاب دقیق آشکارساز بستگی به طول موج نوری دارد که باید ثبت شود.
تلسکوپ فضایی جیمز وب حاوی طیف نگاری مادون قرمز نزدیک (NIRSpec) و یک طیف‌سنج مادون قرمز متوسط (MIRI) خواهد بود.